# Ricardo Cardona
Ricardo Cardona Cáceres (San Basilio de Palenque, 9 de noviembre de 1952-Barranquilla, 11 de octubre de 2015) fue un boxeador colombiano. Era el hermano menor del ex campeón mundial de peso mosca, Prudencio Cardona.

## Trayectoria
Cardona se convirtió en profesional el 15 de septiembre de 1973, con una decisión sobre Osvaldo Rojas en Valencia, Venezuela. Ganó el título colombiano de peso súper gallo en 1976. El 7 de mayo de 1978, ganó el título mundial de peso súper gallo de la AMB con un nocaut técnico sobre Hong Soo-hwan en Seúl, Corea del Sur, convirtiéndose en el tercer campeón de boxeo de Colombia, después de Antonio Cervantes y Rodrigo Valdez . Defendió con éxito el título cinco veces antes de perder ante Leo Randolph en 1980. Cardona luchó durante cuatro años más, con marca de 5-5 antes de retirarse en 1984 con un récord de 26-10-1 (13 KO).

## Vida personal
Su hermano, Prudencio Cardona, también fue un conocido campeón mundial de boxeo, lo que convierte a los hermanos Cardona en una de las pocas parejas de hermanos que han alcanzado el estatus de campeonato mundial en el deporte. Ricardo Cardona murió en el Hospital Bonnadona en Barranquilla Colombia, luego de una larga lucha contra el cáncer.